# Joey Bosa
Joey Bosa (* 11. Juli 1995 in Fort Lauderdale, Florida) ist ein US-amerikanischer American-Football-Spieler auf der Position des Defensive Ends. Er spielte College Football für die Ohio State University und spielte neun Jahre lang für die Los Angeles Chargers in der National Football League. Seit 2025 steht Bosa bei den Buffalo Bills unter Vertrag.

## College
Bosa spielte von 2013 bis 2015 bei den Ohio State Buckeyes an der Ohio State University. Er schaffte in den drei Jahren 150 Tackles und 26 Sacks.
In seiner Zeit am College galt er als einer der besten Spieler auf seiner Position und ging mit entsprechenden Erwartungen in den NFL Draft.

## NFL

### NFL Draft
Bosa wurde im NFL Draft 2016 in der 1. Runde an 3. Stelle überhaupt von den San Diego Chargers ausgewählt. Bosa und sein neues Team waren sich bis in die Saison hinein über diverse Vertragsdetails uneinig, weshalb er erst verzögert zur Mannschaft hinzustoßen konnte.
Durch seinen Vertragspoker und eine Verletzung verpasste Bosa daher die ersten vier Spiele seiner Rookie-Saison, konnte danach aber direkt durch gute Leistungen überzeugen.

#### Daten vom NFL Combine
| 40 Yard Dash | 20 Yard Shuttle | 3 Cone Drill | Bench Press | Vertical Jump | Broad Jump |
| ------------ | --------------- | ------------ | ----------- | ------------- | ---------- |
| 4,86 sec     | 4,21 sec        | 6,89 sec     | 24 reps     | 32 inches     | 120 inches |

Quelle: nfl.com

### San Diego/Los Angeles Chargers
Er schaffte in seiner ersten Saison in der National Football League gleich 41 Tackles und 10,5 Sacks, trotz vier Spielen weniger, die er zu Beginn der Saison verpasste. Er wurde nach der Saison zum Defensive Rookie of the Year gewählt.
Er zog nach der Saison 2016 mit dem Chargers-Franchise nach Los Angeles um.
Insgesamt konnte Bosa in seinen ersten 20 NFL-Spielen 19 Sacks verbuchen, womit er einen neuen Rekord aufstellte. Nachdem er auch in der Saison 2017 überzeugende Leistungen zeigen konnte, wurde er erstmals für den Pro Bowl nominiert.
Nachdem er in der Spielzeit 2018 verletzungsbedingt nur in sieben Spielen auf dem Feld stand, schaffte es Bosa 2019 erneut in den Pro Bowl.
Am 28. Juli 2020 einigte sich Bosa mit den Chargers auf eine Vertragsverlängerung für 5 Jahre über 135 Millionen US-Dollar, die ihn zum bestbezahlten Defensivspieler der Liga machte.
Nach der Saison 2024 wurde Bosa am 5. März 2025 von den Chargers entlassen. Er bestritt 107 Spiele für das Team und war mit 72 Sacks in dieser Statistik zweiterfolgreichster Spieler in der Geschichte der Chargers.
Kurz nach seiner Entlassung bei den Chargers unterschrieb Bosa einen Einjahresvertrag bei den Buffalo Bills.

### NFL-Karrierestatistik
| Saison                             | Saison | Spiele | Spiele      | Tackles | Tackles | Tackles | Tackles | Interceptions | Interceptions | Interceptions | Interceptions | Interceptions | Fumbles | Fumbles | Fumbles |
| Jahr                               | Team   | Spiele | als Starter | Gesamt  | Solo    | Ast     | Sacks   | PD            | INT           | Yds           | Lng           | TD            | FF      | FR      | TD      |
| ---------------------------------- | ------ | ------ | ----------- | ------- | ------- | ------- | ------- | ------------- | ------------- | ------------- | ------------- | ------------- | ------- | ------- | ------- |
| 2016                               | SD     | 12     | 11          | 41      | 29      | 12      | 10,5    | 0             | 0             | 0             | 0             | 0             | 1       | 0       | 0       |
| 2017                               | LAC    | 16     | 16          | 70      | 54      | 16      | 12,5    | 1             | 0             | 0             | 0             | 0             | 4       | 1       | 0       |
| 2018                               | LAC    | 7      | 6           | 23      | 18      | 5       | 5,5     | 0             | 0             | 0             | 0             | 0             | 0       | 1       | 0       |
| 2019                               | LAC    | 16     | 16          | 67      | 47      | 20      | 11,5    | 0             | 0             | 0             | 0             | 0             | 1       | 0       | 0       |
| 2020                               | LAC    | 12     | 10          | 39      | 29      | 10      | 7,5     | 1             | 0             | 0             | 0             | 0             | 0       | 1       | 0       |
| 2021                               | LAC    | 16     | 16          | 51      | 36      | 15      | 10,5    | 0             | 0             | 0             | 0             | 0             | 7       | 0       | 0       |
| 2022                               | LAC    | 5      | 4           | 10      | 8       | 2       | 2,5     | 0             | 0             | 0             | 0             | 0             | 1       | 0       | 0       |
| 2023                               | LAC    | 9      | 5           | 20      | 14      | 6       | 6,5     | 1             | 0             | 0             | 0             | 0             | 1       | 1       | 0       |
| 2024                               | LAC    | 14     | 9           | 22      | 17      | 5       | 5,0     | 0             | 0             | 0             | 0             | 0             | 2       | 0       | 0       |
| Gesamt                             | Gesamt | 107    | 93          | 343     | 252     | 91      | 72,0    | 3             | 0             | 0             | 0             | 0             | 17      | 4       | 0       |
| Quelle: pro-football-reference.com |        |        |             |         |         |         |         |               |               |               |               |               |         |         |         |

## Privates
Sein jüngerer Bruder Nick Bosa spielte, auch als Defensive End, für die Ohio State Buckeyes und wurde im NFL Draft 2019 an zweiter Stelle von den San Francisco 49ers ausgewählt. Sein Vater John Bosa spielte ebenfalls auf der gleichen Position, er wurde 1987 in der ersten Runde des Drafts von den Miami Dolphins ausgewählt und spielte drei Jahre lang für die Dolphins in der NFL. Sein Urgroßvater war der Mobster Anthony Accardo.